# UFC 55
UFC 55: Fury fue un evento de artes marciales mixtas celebrado por Ultimate Fighting Championship el 7 de octubre de 2005 en el Mohegan Sun Arena, en Uncasville, Connecticut, Estados Unidos.

## Resultados

### Tarjeta preliminar
- Peso semipesado: Alessio Sakara vs. Ron Faircloth

Esta pelea terminó cancelada a los 0:10 de la segunda ronda después de que Sakara pateara sin querer la ingle de Faircloth.
- Peso pesado: Márcio Cruz vs. Keigo Kunihara

Cruz derrotó a Kunihara vía sumisión (rear naked choke) en el 1:02 de la 2ª ronda.
- Peso medio: Jorge Rivera vs. Dennis Hallman

Rivera derrotó a Hallman vía decisión unánime.

### Tarjeta principal
- Peso wélter: Joe Riggs vs. Chris Lytle

Riggs derrotó a Lytle vía TKO (parada médica) en el 2:00 de la 2ª ronda.
- Peso pesado: Branden Lee Hinkle vs. Sean Gannon

Hinkle derrotó a Gannon vía TKO (golpes) en el 4:14 de la 1ª ronda.
- Peso semipesado: Renato Sobral vs. Chael Sonnen

Sobral derrotó a Sonnen vía sumisión (triangle choke) en el 1:20 de la 2ª ronda.
- Peso semipesado: Forrest Griffin vs. Elvis Sinosic

Griffin derrotó a Sinosic vía TKO (golpes) en el 3:30 de la 1ª ronda.
- Campeonato de Peso Pesado: Andrei Arlovski (c) vs. Paul Buentello

Arlovski derrotó a Buentello vía KO (golpe) en el 0:15 de la 1ª ronda.